# 1972年夏季奥林匹克运动会马里代表团
1972年夏季奥林匹克运动会马里代表团是马里派出的1972年夏季奥林匹克运动会代表团。